# Lucien Haye
Lucien Haye, dit « Haye », né le 30 novembre 1873 à Plouguenast et mort le 25 avril 1946 à Neuilly-sur-Marne, est un dessinateur et caricaturiste français.

## Biographie
Lucien Charles Haye est né en 1873 à Plouguenast, fils de Julien Léon Hayes, percepteur, et de Marie Louise Brindejonc de Tréglodé, propriétaire, son épouse.
Sa signature, « Haye », apparaît à partir de 1900 sous des caricatures et dessins humoristiques dans de très nombreux périodiques illustrés français tels que : L'Illustré national, Le Frou-frou, Le Sourire, Le Rire (dont il fait la une de nombreuses fois), Le Bon Vivant, Le Pêle-mêle, Le Gavroche, Le Journal pour tous, L'Assiette au beurre, Paris s'amuse, L'Album comique de la famille, Polichinelle, Le Sans Souci, l'American illustré (1907-1908), Tout nouveau, Pages folles, etc.
Vers 1914, il s'établit à Paris au 88, rue de Clichy, qui est toujours son adresse en 1932,,.
Après 1918, il collabore à Mon copain du dimanche, Le Merle blanc et l'Almanach Vermot. Entre 1921 et 1937, il intègre l'équipe des frères Offenstadt en travaillant pour divers magazines du groupe : il produit plusieurs bandes dessinées comme Zizi l'asticot, champion des champions (1922) pour Le Petit Illustré amusant et exécute plusieurs couvertures pour L'Épatant, ainsi que des romans graphiques tels L'Homme aux cent visages (1921) et Le Prince Kama (1931).
Certains de ses dessins sont porteurs de clichés colonialistes,.
Lucien Haye meurt en 1946 à Neuilly-sur-Marne.